# Östringen (gouw)

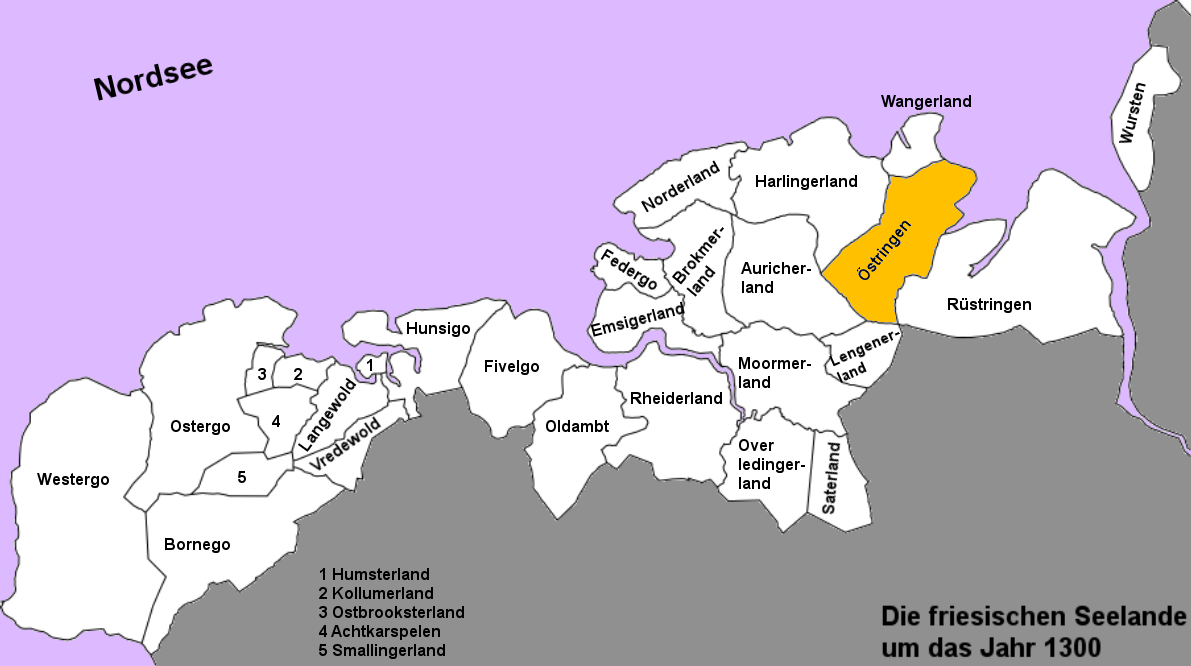
Ostringen rond 1300

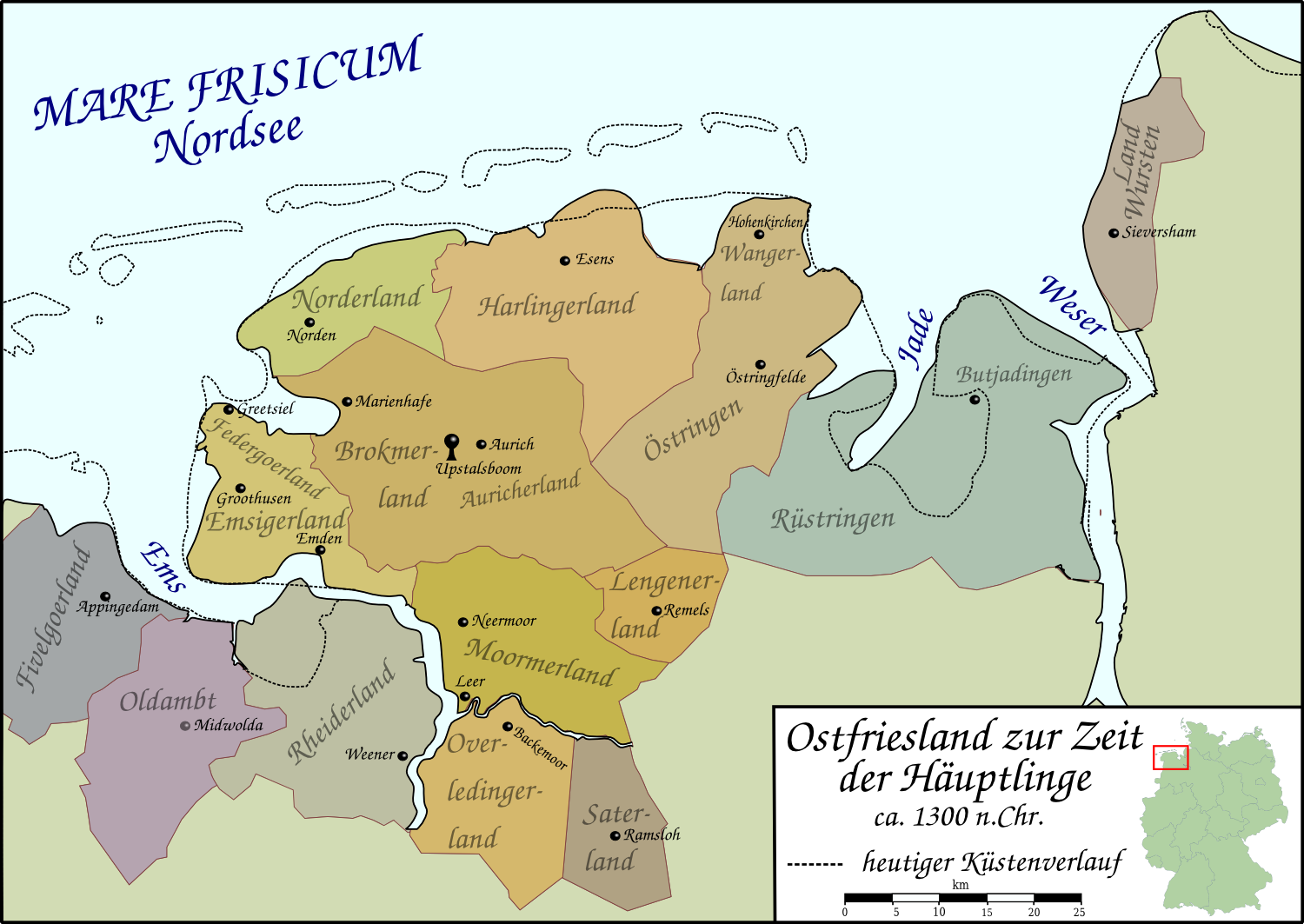
het klooster Oestringfelde in Ostringen rond 1300

Östringen hoorde bij de zogenoemde Friese gouwen, die Willehad overeenkomstig de voorschriften van Karel de Grote moest kerstenen. In 787 waren dat de gouwen Rustri (Rüstringen), Ostri (Östringen), Wanga (Wangerland) en Nordendi, dat in Nordi (Norderland) en Herloga (Harlingerland) werd opgedeeld.
In 961 heeft Hermann Billung het Stamhertogdom Saksen gekregen, wellicht ook de graafschap in het Breemse Friesland. Zijn zoon Bernhard werd in ieder geval in 983 als graaf in Östringen vermeld. Na het uitsterven van dit geslacht, volgden de Ammerlandse Hunige en de Oldenburgse Egilmaringe op. Jever werd met de tijd de vooraanstaande plaats van Östringen en beleefde zijn eerste bloeitijd als markt- en handelsplaats. In de twaalfde en dertiende eeuw vonden erge stamtwisten tussen de verschillende Friese stammen in het hele Friese gebied plaats. De autoriteit van de graaf verdween langzamerhand en de verbinding tussen Oldenburg en Östringen verbrak.
Uit de anarchie van de veertiende eeuw ontwikkelden zich verschillende erfelijke dynastieën in Oost-Friesland (Cirksena) en in het Jeverland (Edo Wiemken). In de veertiende eeuw verenigden zich Östringen en het Harlingerland, in het vijftiende eeuw kwam er nog Rüstringen bij. Die drie gebieden vormden de Heerlijkheid Jever, later Jeverland, met 19 parochies of gemeenten.
Het Jeverland omvatte toen de parochies Accum, Fedderwarden, Jever, Cleverns, Pakens, Sandel, Schortens, Sengwarden, Sillenstede, Waddewarden, Westrum und Wiefels. Na 1175 werd het klooster Oestringfelde gesticht, 200 jaar later werd het een nonnenklooster en aan het eind van de zestiende eeuw uiteindelijk gesloten. Het gebouw en de toren raakten met de tijd in verval.
Fedderwarden, Sengwarden en Accum vormden vanaf 1495 de Heerlijkheid Knyphausen, die tot 1854 bestond. Daarna hoorden ook deze gemeenten bij het Jeverland.
Bij de westelijke deel van Östringen hoorden de parochies Diekhausen, Etzel, Gödens, Horsten, Marx, Reepsholt en Wiesede. Het klooster van Reepsholt werd in 983 gesticht en was het eerste van Ostringen. Dit westelijke deel van Östringen kwam eind vijftiende eeuw definitief bij Oost-Friesland.
In tegenstelling tot Wangerland en Harlingerland verdween de naam Östringen volledig. Alleen in de plaatsnaam Oestringfelde bleef de naam bewaard. Deze plaats behoort tegenwoordig tot de stad Schortens.